# アメーノ
アメーノ（伊: Ameno）は、イタリア共和国ピエモンテ州ノヴァーラ県にある、人口約1,000人の基礎自治体（コムーネ）。

## 地理

### 位置・広がり
| 隣接するコムーネは以下の通り。 - アルメーノ - ボルツァーノ・ノヴァレーゼ - コラッツァ - インヴォーリオ - ミアジーノ - オルタ・サン・ジューリオ |

## 行政

### 分離集落
アメーノには、以下の分離集落（フラツィオーネ）がある。
- Lortallo, Vacciago, Pezzasco, Tacchino, Sculera, Milanetto, Tabarino, Barozzera, Cassano, Pecorino